# Aleiodes harrimani
Aleiodes harrimani är en stekelart som först beskrevs av William Harris Ashmead 1902.  Aleiodes harrimani ingår i släktet Aleiodes och familjen bracksteklar. Inga underarter finns listade i Catalogue of Life.